# Blue Miracle
Pour plus de détails, voir Fiche technique et Distribution.
Blue Miracle est un film américain réalisé par Julio Quintana, sorti en 2021.

## Synopsis
Pour sauver leur orphelinat de Casa Hogar à Cabo, un tuteur et ses enfants s'associent à un capitaine de bateau échoué pour tenter de gagner un prix lors d'un tournoi de pêche.

## Fiche technique
- Titre : Blue Miracle
- Réalisation : Julio Quintana
- Scénario : Julio Quintana et Chris Dowling
- Musique : Hanan Townshend
- Photographie : Santiago Benet Mari
- Montage : Sandra Adair
- Production : Javier Chapa, Chris George, Ben Howard, Darren Moorman et Trey Reynolds
- Société de production : Third Coast Content, Endeavor Content, Mucho Mas Media, Provident Films et Reserve Entertainment
- Pays :  États-Unis
- Genre : Aventure, biopic, drame et
- Durée : 95 minutes
- Dates de sortie : 
  - Netflix : 27 mai 2021

## Distribution
- Dennis Quaid (VF : Bernard Lanneau) : le capitaine Wade
- Jimmy Gonzales : Omar
- Miguel Angel Garcia : Moco
- Anthony Gonzalez : Geco
- Nathan Arenas : Hollywood
- Steve Gutierrez : Tweety
- Fernanda Urrejola : Becca
- Bruce McGill (VF : José Luccioni) : Wayne Bisbee
- Dana Wheeler-Nicholson : Tricia Bisbee
- Raymond Cruz : Hector
- Silverio Palacios : Chato
- Chris Doubek : Gary

## Accueil
Le film a reçu un accueil mitigé de la critique. Il obtient un score moyen de 48 % sur Metacritic.